# 本行坊
本行坊（ほんぎょうぼう）は、山梨県南巨摩郡身延町身延にある日蓮宗の寺院。身延山久遠寺の宿坊として最古級の坊。通師法縁。立正大師日蓮が開眼し比企能本に与えたと伝わる帝釈天像を祀る。近くの本行坊のイチョウ（西谷のイチョウ）は樹齢600年と言われる巨木。

## 歴史
弘安9年（1286年）比企能本（本行院日学）の開基で創建された。
安政5年（1858年）現在地に移転した。明治時代には本種坊、西之坊、常住坊、大蓮坊等の宿坊を合併した。

## 旧末寺
日蓮宗は1942年（昭和16年）に本末を解体したため、現在では、旧本山、旧末寺と呼びならわしている。
- 福徳山善行寺（山梨県南巨摩郡身延町小田船原）
- 仙嶽山妙蓮寺（山梨県南巨摩郡早川町新倉）
- 長金山寶乗寺（山梨県南巨摩郡早川町保）
- 長得寺（山梨県南巨摩郡早川町雨畑）
- 長峰山慈照寺（山梨県南巨摩郡身延町伊沼）
- 顕法山妙淨寺（恵那市長島町中野）
- 長徳山法眞寺（天草市栖本町湯船原）